# Ralf-Guido Kuschy
Ralf-Guido Kuschy (ur. 23 października 1958 w Berlinie Wschodnim – zm. 1 stycznia 2008 w Berlinie) – niemiecki kolarz torowy, dwukrotny medalista mistrzostw świata.

## Kariera
Pierwszy sukces w karierze Ralf-Guido Kuschy osiągnął w 1975 roku, kiedy zdobył brązowy medal w sprincie indywidualnym na mistrzostwach świata juniorów. W tej samej kategorii wiekowej zajął drugie miejsce w 1976 roku. Na mistrzostwach świata w Bassano w 1985 roku wywalczył w tej konkurencji brązowy medal wśród amatorów, ulegając jedynie dwóm swoim rodakom: Lutzowi Heßlichowi i Michaelowi Hübnerowi. Tak sam skład miało podium w sprincie indywidualnym na rozgrywanych w 1986 roku mistrzostwach w Colorado Springs, z tym że zwyciężył Hübner przed Heßlichem, a Kuschy ponownie był trzeci. Kuschy wielokrotnie zdobywał medale mistrzostw NRD, jednak nigdy nie zwyciężył. Nigdy nie brał udziału w igrzyskach olimpijskich.